# Julio César Turbay Ayala
Julio César Turbay Ayala (ur. 18 czerwca 1916, zm. 13 września 2005 w Bogocie) – polityk kolumbijski, prezydent tego kraju w latach 1978–1982.
Julio César Turbay Ayala pełnił funkcję prezydenta Kolumbii od 7 sierpnia 1978 do 7 sierpnia 1982.